# Pycnogonum uedai
Pycnogonum uedai is een zeespin uit de familie Pycnogonidae. De soort behoort tot het geslacht Pycnogonum. Pycnogonum uedai werd in 1983 voor het eerst wetenschappelijk beschreven door Nakamura & Child. 